# Tarvasjoki
Tarvasjoki (/ˈtɑrʋɑsˌjoki/) là một đô thị của Phần Lan.
Vị trí ở tỉnh của Tây Phần Lan thuộc vùng Tây Nam Phần Lan. Đô thị này có dân số 1.941 (thời điểm ngày 31 tháng 12 năm 2004)và diện tích 102,51 km² trong đó có 0,35 km² là diện tích mặt nước. Mật độ dân số là 19 người trên mỗi km².
Dân đô thị này chỉ sử dụng tiếng Phần Lan

## Các làng ở Tarvasjoki
Eura, Horrinen, Hungerla, Jauhola, Juva, Kallela, Karhula, Killala, Kirkonkylä, Kättylä, Liedonperä, Mäentaka, Satopää, Seppälä, Suitsula, Suurila, Takamaa, Tiensuu, Tuomarla, Tuorila, Tyllilä, Yrjöntylä.

## Nhân vật nổi tiếng quê Tarvasjoki
- Gustaf Mauritz Armfelt: sinh ra ở Juva, Tarvasjoki